# Cayo Clodio Crispino
Cayo o Gayo Clodio Crispino  fue un senador romano de finales del siglo I y comienzos del II que desarrolló su carrera política bajo los imperios de Domiciano, Nerva y Trajano.

## Carrera pública
Era hijo de Marco Vetio Bolano, consul ordinarius en 66, bajo Nerón, y hermano de Marco Vetio Bolano, consul ordinarius en 111, bajo Trajano.
Según Estacio, su madre intentó envenenarlo hacia 93. Su único cargo conocido fue el de consul ordinarius en 113, bajo Trajano.